# تكتيكات عسكرية

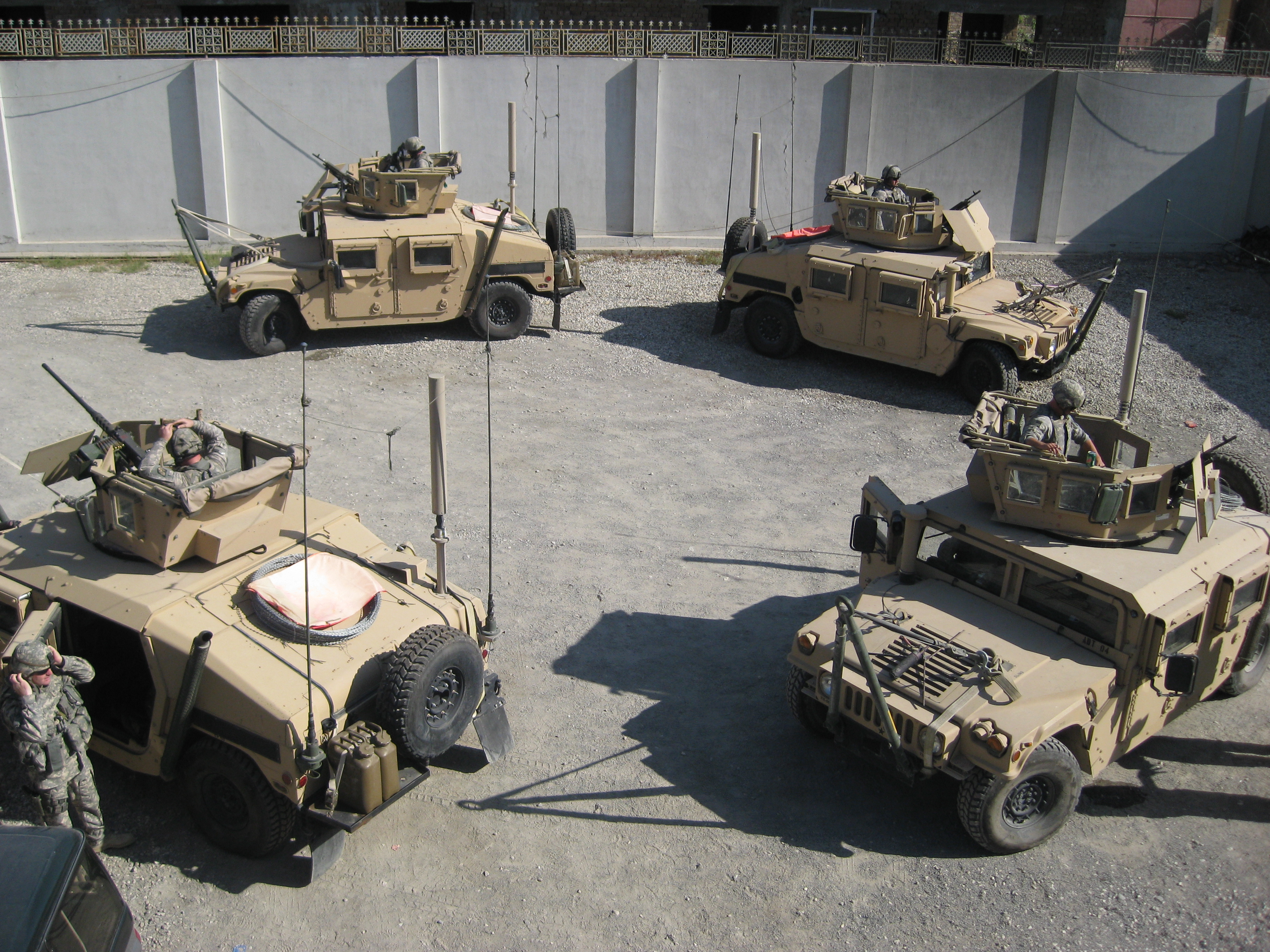

التعبئة العسكرية أو التكتيك العسكري أو التخطيط العسكري هو علم وفن تنظيم القوات العسكرية وتقنيات استخدام الأسلحة أو الوحدات العسكرية جمعا في مواجهة أو اشتباك وهزيمة العدو في المعركة. تنعكس تغيرات في الفلسفة والتقنية على مر الزمان على التغيرات في التكتيكات العسكرية. التكتيكات هي ادنى مستويات التخطيط الثلاث أعلى مستويات التخطيط هو مستوى الاستراتجيات وهي تحويل القوات العسكرية إلى قوة سياسية وبشكل أكثر تحديدا ان تجمع كل الوسائل معا من قوات وسياسة ونحوها للانتصار بالحرب المستوى المتوسط هو مرحلة تحويل الاستراتيجيات إلى تكتيكات وهو المستوى العملي لتشكيل الوحدات وقوات الجيش.

## وصلات خارجية
- فن القتال نسخة محفوظة 26 ديسمبر 2008 على موقع واي باك مشين. (بالإنجليزية)
- Johnson, Rob, Michael Whitby, John France (2010). How to win on the battlefield : 25 key tactics to outwit, outflank, and outfight the enemy. Thames & Hudson. {{استشهاد بكتاب}}: الوسيط غير المعروف |الرقم المعياري= تم تجاهله يقترح استخدام |ردمك= (مساعدة)صيانة الاستشهاد: أسماء متعددة: قائمة المؤلفين (link)